# Crashworthiness

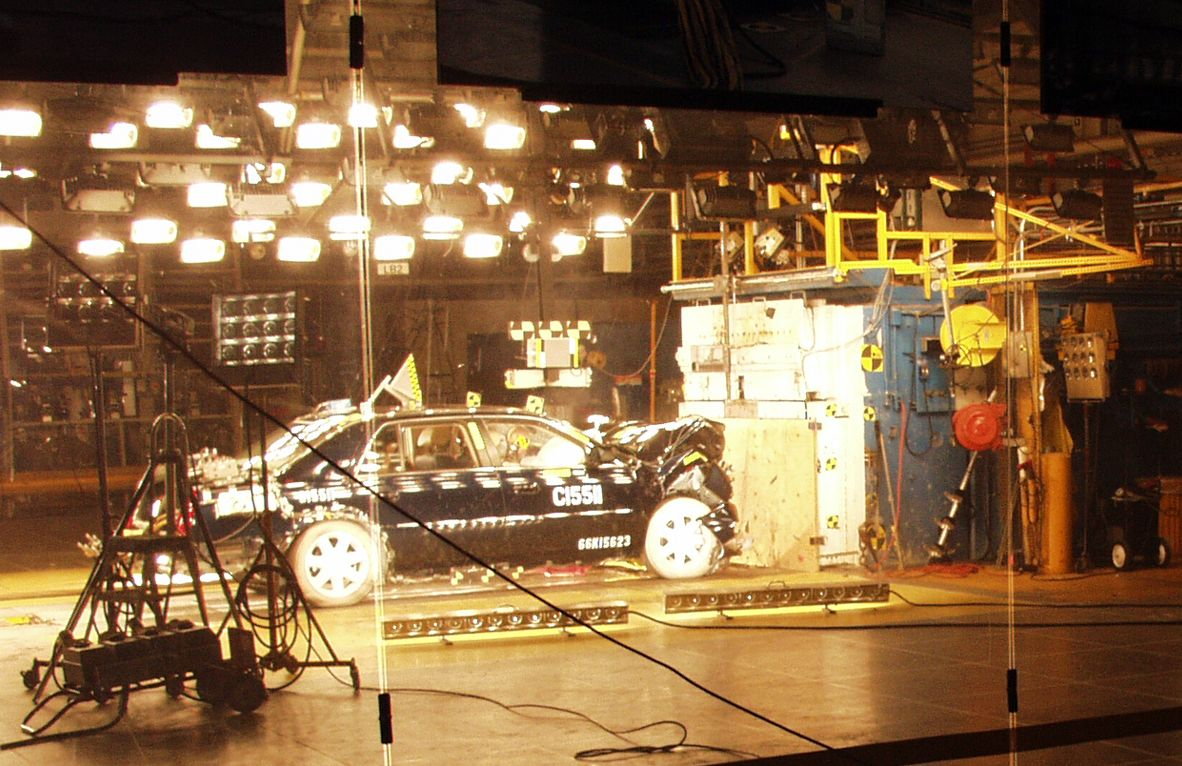
Teste de colisão realizado no Laboratório de Segurança Veicular e Proteção à Colisão da General Motors.

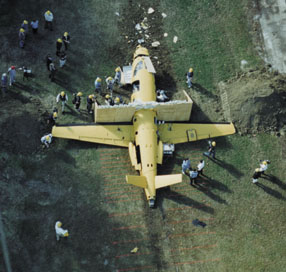
Teste de colisão realizado pela NASA com uma aeronave Lear Fan 2100 em suas Instalações de Pesquisa sobre a Dinâmica da Colisão para avaliar aprimoramentos em características de projeto de Proteção à Colisão.

Crashworthiness (tradução livre: proteção à colisão) é a capacidade de uma estrutura em proteger os seus ocupantes durante um impacto. Esta propriedade é usualmente verificada ao se investigar a segurança de aeronaves e veículos em geral. Dependendo da natureza do impacto e do veículo envolvido, são utilizados critérios diferentes para determinar a resistência ao choque da estrutura. A proteção à colisão pode ser avaliada tanto prospectivamente, utilizando modelos computacionais (por exemplo, LS-DYNA, MSC-Dytran, MADYMO) ou ensaios destrutivos, quanto em retrospecto, analisando os resultados de um acidente. Vários critérios são utilizados para avaliar prospectivamente a resistência ao choque, incluindo os padrões de deformação da estrutura do veículo, a aceleração experimentada pelo veículo durante o impacto, e a probabilidade de dano previsto por modelos do corpo humano. A probabilidade de lesão é definida utilizando critérios que são parâmetros mecânicos (por exemplo, força, aceleração ou deformação) que se correlacionam com o risco de lesão. Um critério de lesão comum é o "Head Injury Criterion" (HIC; tradução literal: critério de traumatismo craniano). A proteção à colisão é avaliada a posteriori pela análise do risco de lesões em acidentes no mundo real, muitas vezes por meio de regressão ou de outras técnicas estatísticas para controle da miríade de fatores de confusão que estão presentes em acidentes.

## História
Pode-se traçar parte da história da proteção à colisão dentro da aviação militar, na década de 1940, pelo Coronel John Stapp, e durante a década de 1960, pelo  Exército dos EUA, para reduzir as fatalidades em acidentes de helicópteros na Guerra do Vietnam. Os pilotos estavam sendo lesionados na coluna vertebral em acidentes em que, de outra forma, sobreviveriam, devido às forças de desaceleração na coluna vertebral. O trabalho começou desenvolvendo bancos absorvedores de energia para reduzir as chances de lesões na coluna vertebral. Airbags foram considerados uma solução viável para reduzir a ocorrência de traumatismos na cabeça dentro da cabine, e foram incorporados nos helicópteros do exército norteamericano.